# Lưu Quang Vũ
Lưu Quang Vũ (17 tháng 4 năm 1948 – 29 tháng 8 năm 1988) là một cố nhà văn, nhà soạn kịch kiêm nhà thơ người Việt Nam.

## Tiểu sử và sự nghiệp
Lưu Quang Vũ sinh tại xã Thiệu Cơ, huyện Hạ Hòa, tỉnh Phú Thọ nhưng quê gốc lại ở quận Hải Châu, thành phố Đà Nẵng, là con trai nhà viết kịch Lưu Quang Thuận và bà Vũ Thị Khánh, và tuổi thơ sống tại Phú Thọ cùng cha mẹ. Khi hoà bình lập lại (1954) gia đình ông chuyển về sống tại Hà Nội. Thiên hướng và năng khiếu nghệ thuật của ông đã sớm bộc lộ từ nhỏ và vùng quê trung du Bắc Bộ đó đã in dấu trong các sáng tác của ông sau này.
Ngày 3-6-1965, ông nhập ngũ, được đào tạo thành thợ máy ngành Vô tuyến điện tử máy bay tại Trường Hàng không Cát Bi, Hải Phòng(e-910) và phục vụ tại C4-trung đoàn 921(e-921), sân bay Nội Bài. Đây là thời kỳ thơ Lưu Quang Vũ bắt đầu nở rộ.
Từ 1970 đến 1978: xuất ngũ và làm đủ mọi nghề để mưu sinh, làm ở Xưởng Cao su Đường sắt do Tạ Đình Đề làm Giám đốc, làm hợp đồng cho nhà xuất bản Giải phóng, chấm công trong một đội cầu đường, vẽ pa-nô, áp-phích.
Từ 1978 đến 1988: Lưu Quang Vũ làm biên tập viên Tạp chí Sân khấu, bắt đầu sáng tác kịch nói với vở kịch đầu tay Sống mãi tuổi 17 viết lại theo kịch bản của Vũ Duy Kỳ.

## Qua đời
Giữa lúc tài năng đang vào độ chín, Lưu Quang Vũ qua đời trong một tai nạn ô tô trên quốc lộ số 5 tại Hải Dương, cùng với người bạn đời là nhà thơ Xuân Quỳnh và con trai Lưu Quỳnh Thơ.
Theo lời kể của họa sĩ Doãn Châu, người đã đi cùng ông trên chuyến xe cuối cùng, thì vụ tai nạn được tóm tắt như sau:
Chiều 29/8, chiếc xe chở hai gia đình về Hà Nội. Dọc đường đến cầu Lai Vu, xe đỗ, mấy phụ nữ xuống mua một rổ ổi. Lúc đó Mí và Vinh ngồi đánh cờ phía băng ghế bên phải. Ông Châu và Lưu Quang Vũ kẻ nằm người ngồi dưới sàn xe còn Xuân Quỳnh và bà Bích Thu ngồi phía băng ghế đối diện. Xe qua cầu Phú Lương, đi trên đường vừa hẹp vừa xuống dốc. Trước mặt có chiếc xe Kamaz đang đi chầm chậm. Đường dốc nên xe nào qua đây cũng phải thận trọng.
Bất chợt, có hai phụ nữ đội nón đèo nhau trên xe đạp, lao từ đê xuống đường, cắt qua mặt xe Kamaz, chiếc xe này phanh khựng lại. Người lái chiếc xe com-măng-ca đang bám sau định đánh tay lái vượt lên. Và chỉ trong tích tắc ấy, một chiếc xe ben phía sau đã mất phanh đâm sầm vào đuôi chiếc com-măng-ca, đẩy xe này vào gầm xe Kamaz phía trước.
Cả gia đình Lưu Quang Vũ ngồi phía bên phải bị văng xuống đường. Ông Châu xác nhận đó là khoảng 14h40 phút ngày 29/8/1988 (trước đây nhiều nguồn tin nói là 15h30 phút).

Sau khi Lưu Quang Vũ mất, có những dư luận xung quanh vụ tai nạn này. Có tin đồn còn cho rằng ông bị ám sát dưới vỏ bọc một vụ tai nạn ô tô. Họa sĩ Doãn Châu (người cùng bị tai nạn trong chuyến xe đó) đã bác bỏ tin đồn này, ông nói rằng những diễn biến ngẫu nhiên trước đó cho thấy “nếu có một bàn tay nào đó sắp đặt thì đó chính là số mệnh”

## Đánh giá
Các tác phẩm của ông đã để lại một dấu ấn đáng kể trong lòng công chúng Việt Nam. Tác phẩm ông nổi bật lên từ những năm sau chiến tranh, đặc biệt là những năm 80. Ông đã từng sống những năm tháng tuổi trẻ trong chiến tranh, vào bộ đội chiến đấu và trở về sống trong một thời kỳ khó khăn của nước nhà: thời hậu chiến, kinh tế bao cấp với chồng chất khó khăn, cơ cực. Các vở kịch, truyện ngắn, thơ của Lưu Quang Vũ giàu tính hiện thực và nhân văn cũng như in đậm dấu ấn của từng giai đoạn trong cuộc sống của ông. Với tuổi đời còn khá trẻ, 40 tuổi ông đã là tác giả của gần 50 vở kịch và hầu hết các vở kịch của ông đều được các đoàn kịch, chèo gây dựng thành công dưới sự chỉ đạo của nhiều đạo diễn nổi tiếng. Rất nhiều các tác phẩm của ông đã làm sôi động sân khấu Việt nam thời kỳ đó như: Hồn Trương Ba da hàng thịt, Lời thề thứ 9, Bệnh sĩ, Khoảnh khắc và vô tận, Ông không phải bố tôi, Tôi và chúng ta, Tin ở hoa hồng, Nàng Sita, v.v. Vở kịch đầu tay "Sống mãi tuổi 17" được trao tặng Huy chương vàng Hội diễn sân khấu. Lưu Quang Vũ được truy tặng Giải thưởng Hồ Chí Minh đợt 2 (năm 2000) về nghệ thuật sân khấu.
Thơ Lưu Quang Vũ không chỉ bay bổng, tài hoa mà còn giàu cảm xúc, trăn trở, khát khao. Rất nhiều bài thơ của ông được bạn đọc yêu thích như: Và anh tồn tại, Tiếng Việt, Vườn trong phố, Bầy ong trong đêm sâu.... Ông còn là tác giả của nhiều truyện ngắn mang đậm phong cách riêng.

## Gia đình
Em gái Lưu Quang Vũ là Lưu Khánh Thơ hiện đang công tác tại tòa soạn Tạp chí Nghiên cứu Văn học của Viện Văn học. Em trai là Lưu Quang Hiệp, từng là hiệu trưởng Trường Đại học Thể dục Thể thao 1. Em trai là Lưu Quang Định hiện đang là tổng biên tập báo Nông thôn ngày nay.
Lưu Quang Vũ kết hôn 2 lần, lần thứ nhất với diễn viên điện ảnh Tố Uyên năm 1969. Tố Uyên sinh năm 1948. Hai người ly hôn năm 1972 vì không hòa hợp. Lưu Quang Vũ và Tố Uyên có một con trai tên là Lưu Minh Vũ, hiện đang công tác tại Đài Truyền hình Việt Nam.
Lần thứ hai, ông tái hôn với nữ nhà thơ Xuân Quỳnh vào năm 1973. Xuân Quỳnh hơn Lưu Quang Vũ 6 tuổi, đã từng kết hôn và có một con riêng. Tháng 2 năm 1975, họ có với nhau một con trai đặt tên là Lưu Quỳnh Thơ, tên ở nhà là Mí. Lưu Quỳnh Thơ sau đó mất lúc 13 tuổi cùng với cha mẹ trong vụ tai nạn năm 1988.

## Tác phẩm

### Thơ
- Hương cây (1968 - in cùng Bằng Việt trong tập Hương cây - Bếp lửa), 20 bài thơ
- Mây trắng của đời tôi (1989), 30 bài thơ
- Bầy ong trong đêm sâu (1993), 40 bài thơ
- Gửi tới các anh (1998)
- Di cảo (2008), 29 bài thơ
- Những bông hoa không chết (2008), 35 bài thơ
- Nhiều bài thơ khác chưa được in thành tập.

### Văn
- Mùa hè đang đến (truyện, 1983)
- Người kép đóng hổ (truyện, 1984)
- Một vùng mặt trận (truyện vừa)

### Chèo
- Nàng Sita (1982) - tác phẩm vốn được viết bởi nhà soạn kịch Lưu Quang Thuận, bố của Lưu Quang Vũ. Ông Lưu Quang Thuận mất khi tác phẩm chưa hoàn thành và Lưu Quang Vũ đã hoàn thiện, nhưng vẫn đề tên tác giả là Lưu Quang Thuận.

### Kịch
- Sống mãi tuổi 17
- Hẹn ngày trở lại
- Nếu anh không đốt lửa
- Hồn Trương Ba da hàng thịt (1981)
- Lời thề thứ 9
- Khoảnh khắc và vô tận
- Bệnh sĩ (1988)
- Chữ cuối
- Tôi và chúng ta (1984)
- Người tốt nhà số 5
- Ngọc Hân công chúa
- Linh hồn của đá
- Ông vua hóa hổ
- Vắng mặt trong hồ sơ
- Chiếc ô công lý
- Ông không phải là bố tôi
- Điều không thể mất
- Ai là thủ phạm
- Chuyện tình bên dòng sông thu
- Tin ở hoa hồng (1986)
- Hoa cúc xanh trên đầm lầy
- Lời nói dối cuối cùng
- Nguồn sáng trong đời
- Mùa hạ cuối cùng
- Người trong cõi nhớ (1982)
- Ngọc Hân công chúa (1984)
- Chim Sâm cầm không chết (tác phẩm chưa hoàn thành thì Lưu Quang Vũ qua đời)

### Tiểu luận, phê bình
- Diễn viên và sân khấu (cùng viết với Vương Trí Nhàn và Xuân Quỳnh, 1979)